# Campo Cerezo
Campo Cerezo es una película argentina dirigida por Patricia Martín García y protagonizada por Marta Bianchi, Ana María Castel y Mónica Galán. Fue estrenada el 12 de septiembre de 2009.

## Sinopsis
Guiada por la misteriosa revelación de una vidente, la condesa rusa Malova hace su aparición en un pueblo de Buenos Aires acompañada por un famoso Modisto.

## Reparto
- Marta Bianchi
- Ana María Castel
- Monti Castiñeiras como Klaus
- Mónica Galán
- Nicolás Mateo
- Juan Motilla como Bobby Maravilla
- Jorge Nolasco
- Jorge Román
- Roly Serrano
- Ana Yovino